# HD105999
HD105999 — хімічно пекулярна зоря спектрального класу F1, що має видиму зоряну величину в смузі V приблизно  7,4.
Вона  розташована на відстані близько 342,6 світлових років від Сонця.

## Пекулярний хімічний склад
Зоряна атмосфера HD105999 має підвищений вміст 
Cr
.